# McDougall Lake
McDougall Lake är en sjö i Kanada.   Den ligger i provinsen British Columbia, i den centrala delen av landet, 3 300 km väster om huvudstaden Ottawa. McDougall Lake ligger 1 146 meter över havet. Arean är 6,3 kvadratkilometer. Den sträcker sig 6,7 kilometer i nord-sydlig riktning, och 1,9 kilometer i öst-västlig riktning.
I omgivningarna runt McDougall Lake växer i huvudsak barrskog. Trakten runt McDougall Lake är nära nog obefolkad, med mindre än två invånare per kvadratkilometer.